# Nicolau I van Kongo
Nicolau I van Kongo, ook bekend als Miasaki mia Nimi, overleed in 1758 te M'banza-Kongo en was Mwene Kongo van het Koninkrijk Kongo van 1752 tot aan zijn dood. Als lid van het Huis Kimpanzu volgde hij Garcia IV van het Huis Kinlaza op, in overeenstemming met het systeem van roterende koningshuizen dat was ingesteld door koning Pedro IV van Kongo.

## Levensloop
Na de dood van Garcia IV van Kongo besteeg Nicolau I Miasaki mia Nimi in 1752 de troon onder de naam Nicolau I. Hij werd opgevolgd door Sebastiaan I Nanga kia Kunga, die regeerde tussen 1758 en 1764.